# جون هاريسون (ملحن)
جون هاريسون (بالإنجليزية: John Harrison)‏ هو منتج أفلام وملحن ومنتج تلفزيوني وكاتب سيناريو ومخرج أمريكي، ولد في 1948 في بيتسبرغ في الولايات المتحدة.

## وصلات خارجية
- الموقع الرسمي
- جون هاريسون على موقع IMDb (الإنجليزية)
- جون هاريسون على موقع ألو سيني (الفرنسية)
- جون هاريسون على موقع ألو سيني (الفرنسية)
- جون هاريسون على موقع ميوزك برينز (الإنجليزية)
- جون هاريسون على موقع قاعدة بيانات الأفلام السويدية (السويدية)
- جون هاريسون على موقع أول ميوزيك (الإنجليزية)
- جون هاريسون على موقع ديسكوغز (الإنجليزية)
- جون هاريسون على موقع قاعدة بيانات الفيلم (الإنجليزية)
- جون هاريسون على موقع كينوبويسك (الروسية)